# Moby
Moby, egentligen Richard Melville Hall, född 11 september 1965 i Harlem, New York, New York, USA, är en amerikansk artist, musikproducent och DJ inom elektronisk musik. Hans artistnamn är taget efter romanen Moby Dick, vars författare Herman Melville var förfader till Moby.[källa behövs]

## Aktivism
Moby är en känd förespråkare för diverse saker, bland annat genom hans arbete på MoveOn.org, och PETA och han är vegan.
Moby har uttalat sig positivt till nedladdning av sin musik.

## Diskografi
- Always Centered at Night (2024)
- Resound NYC (2023)
- Ambient 23 (2023)
- Reprise (2021)
- Live Ambients – Improvised Recordings Vol. 1 (2020)
- All Visible Objects (2020)
- Long Ambients 2 (2019)
- Everything Was Beautiful, and Nothing Hurt (2018)
- More Fast Songs About the Apocalypse (2017)
- These Systems Are Failing (2016)
- Long Ambients 1: Calm. Sleep. (2016)
- Innocents (2013)
- Destroyed (2011)
- Wait for me (2009)
- Last night (2008)
- Go - The Very Best Of Moby: Remixed (2007)
- Go - The Very Best Of Moby (2006)
- Hotel (2005)
- Baby Monkey (2004)
- 18 DVD + B-Sides (2003)
- 18 (2002)
- The End of Everything – Voodoo Child (2001)
- The Ultimate Colletion (2000)
- Play: Limited Edition 2 CD Box Set
- Play DVD (1999)
  - Porcelain - en låt från albumet
- Play (1999)
- Mobysongs
- I Like to Score (1997)
- Rare: The Collected B-Sides 1989-1993
- Animal Rights (1996)
- Everything is Wrong (DJ mixed)
- Everything is Wrong (1995)
- Early Underground
- The Story So Far
- Ambient (1993)
- Moby (1992)